# Fannia fusconotata
Fannia fusconotata är en tvåvingeart som först beskrevs av Camillo Rondani 1868.  Fannia fusconotata ingår i släktet Fannia och familjen takdansflugor. Inga underarter finns listade i Catalogue of Life.